# Darlington Omodiagbe
Darlington Eglakhian Omodiagbe (* 2. Juli 1978 in Warri) ist ein ehemaliger nigerianischer Fußballspieler.

## Karriere
Omodiagbe begann seine Profikarriere 1995 bei Port Harcourt Sharks in Nigeria. 1997 wechselte er nach Polen (Gdańsk und Łódź). Von 1999 bis 2002 spielte er abwechselnd bei mehreren deutschen und polnischen Vereinen (FC Gütersloh, ŁKS Łódź, Hannover 96, MSV Duisburg, Piotrków Trybunalski). Nach Güterslohs Abstieg wechselte er zu Hannover 96. Im Jahr 2000 folgte er gegen den Willen des Vereins der Einladung zu einem Länderspiel der nigerianischen U-23, spielte aber nur fünf Minuten. Bei seiner Rückkehr nach Hannover wurde er aus der Stammelf relegiert. Daraufhin wechselte er zum MSV Duisburg, bei dem Wolfgang Frank Trainer war. Als Frank nach acht Spielen entlassen wurde, verlor Omodiagbe seinen Stammplatz. Nachdem er in der Rückrunde nur noch zweimal zum Einsatz gekommen war, wurde sein Vertrag zum Saisonende nicht verlängert.
Nach einem kurzen Auslandsaufenthalt spielte Omodiagbe 2002 wieder unter Wolfgang Frank bei der SpVgg Unterhaching in der Regionalliga Süd. Er spielte anfangs im offensiven Mittelfeld und auch im Angriff. In Unterhaching wechselte er ins defensive Mittelfeld, ab der Saison 2004/05 spielte er in der Innenverteidigung. Seit dem Weggang von Necat Aygün war er bei Haching stärkster Abwehrspieler. Zu seinem 150. Spiel in der 2. Bundesliga am 25. Februar 2007 in Kaiserslautern war er gleichzeitig zum ersten Mal in einem Pflichtspiel Kapitän der SpVgg Unterhaching.
Nach dem Abstieg Unterhachings im Jahr 2007 wechselte Omodiagbe zur Saison 2007/08 zum FC Carl Zeiss Jena. Nachdem er auch mit diesem Team aus der 2. Bundesliga abgestiegen war, wechselte er im Sommer 2008 zum VfL Osnabrück. Dort konnte er aber trotz guter Leistungen den Abstieg des VfL nicht verhindern. 2009 unterschrieb er einen neuen Vertrag beim Zweitligisten Rot Weiss Ahlen. Der Vertrag lief bis zum Ende der Saison 2010/11. Durch den Abstieg Ahlens wurde sein Vertrag mit Ende der Saison 2009/10 aufgelöst. Omodiagbe unterschrieb daraufhin einen Vertrag bei Wacker Burghausen in der 3. Liga, mit denen er die Saison 2010/11 ebenfalls auf einem Abstiegsplatz beendete, aufgrund der Insolvenz von Rot Weiss Ahlen jedoch in der 3. Liga blieb. In der Saison 2013/14 stieg Omodiagbe zum fünften Mal in fünf Jahren ab beendete seine aktive Karriere.

## Kurioses
Der Abstieg mit Burghausen aus der 3. Liga war für Omodiagbe der fünfte in Folge. Zuvor war der Nigerianer mit der SpVgg Unterhaching (2007), FC Carl Zeiss Jena (2008), dem VfL Osnabrück (2009) und Rot Weiss Ahlen (2010) jeweils aus der 2. Fußball-Bundesliga abgestiegen. Insgesamt war es der sechste Abstieg für Omodiagbe mit sechs verschiedenen Vereinen. Im Jahr 1999 stieg er mit dem FC Gütersloh erstmals aus der 2. Liga ab.